# Nederlandse Vereniging voor Rechtspraak
De Nederlandse Vereniging voor Rechtspraak (NVvR) is de onafhankelijke beroepsvereniging en vakbond van rechters en officieren van justitie in Nederland. Ze vertegenwoordigt hun belangen in het publieke en politieke debat en onderhandelt met het ministerie van Justitie en Veiligheid over arbeidsvoorwaarden. De NVvR is opgericht in 1923 en is gevestigd in Den Haag. De vereniging wordt bestuurd door leden van de rechterlijke macht zelf. Zij telt circa 3100 leden en vertegenwoordigt daarmee ongeveer 70% van alle leden van de rechterlijke macht.
Als beroepsorganisatie bewaakt en bevordert de NVvR de onafhankelijkheid en de kwaliteit van de rechtspleging en het vertrouwen in de rechtspraak. Ook richt de NVvR zich op de (praktische) gevolgen van de invoering van (nieuwe) regelgeving. De NVvR adviseert de Minister van Justitie en maakt daarbij actief gebruik van de deskundigheid van haar leden. De NVvR is daarmee de schakel tussen de professionals op de werkvloer en de werk- en wetgever. Als onafhankelijke vereniging van rechters en officieren van justitie kan zij deze rol met gezag vervullen.
De vereniging is onder andere gesprekspartner bij de herindeling van de gerechtelijke kaart, de verdeling van rechtspraak over alle delen van Nederland. In 2009 presenteerde de Minister van Justitie zijn plannen aan de Tweede Kamer. De NVvR vond deze plannen te mager en presenteerde daarom een eigen standpunt en een onderbouwde visie op het vraagstuk van de gerechtelijke kaart.
De NVvR adviseerde in 2009 onder meer over:
- Opsporing internationale misdrijven
- Buitengerechtelijke incassokosten
- Prejudiciële vragen aan de Hoge Raad
- Internationale kinderontvoering
- Thuisdetentie

In 2011 heeft de NVvR een Rechterscode opgesteld. In deze gedragscode staat als elementaire kernwaarden voor rechters vermeld: onafhankelijkheid, autonomie, onpartijdigheid, integriteit, deskundigheid en professionaliteit.

## Taakomschrijving
De NVvR vervult voor de leden van de rechterlijke macht een tweeledige functie. Enerzijds bewaakt zij de collectieve en individuele belangen van magistraten als vakbond. Dit doet zij onder meer in het Sectoroverleg Rechterlijke Macht (SORM), waarbij zij direct onderhandelt met de minister van Justitie. Anderzijds adviseert zij de wetgever namens haar leden over nieuwe wet- en regelgeving.